# جیمز دی هالسل
جیمز دی هالسل (به انگلیسی: James D. Halsell) فضانورد اهل کشور ایالات متحده آمریکا است که در ۲۹ سپتامبر ۱۹۵۶ میلادی در وست منرو، لوئیزیانا زاده شد. وی در مأموریت اس‌تی‌اس-۶۵، اس‌تی‌اس-۷۴، اس‌تی‌اس-۸۳، اس‌تی‌اس-۹۴، اس‌تی‌اس-۱۰۱ حضور داشته است.